# Haydar al-'Abadi
Ḥaydar Jawwād al-ʿAbādī, anche conosciuto come al-ʿIbādī (in arabo حيدر ﺟﻮﺍﺩ العبادي‎?; Baghdad, 25 aprile 1952), è un politico iracheno.
È stato il Primo ministro dell'Iraq dall'11 agosto 2014, quando venne nominato dal nuovo presidente Fuʾād Maʿṣūm in sostituzione dell'ex premier Nuri al-Maliki, al 25 ottobre 2018.

## Biografia
Musulmano sciita come il suo predecessore, ha conseguito il dottorato di ingegneria elettronica all'Università di Manchester. Entrò nel partito Daʿwa mentre si trovava nel Regno Unito e i suoi tre fratelli furono arrestati nel 1980, 1981 e 1982 per il fatto di militare in quello stesso partito.
Tornato in patria nel 2003, a seguito dell'intervento militare anglo-statunitense in Iraq e al rovesciamento del regime dittatoriale di Saddam Hussein, entrò tuttavia presto in polemica con le linee di condotta volute da Paul Bremer, il governatore civile imposto all'Iraq dal Presidente George W. Bush Jr., che intendeva smantellare l'apparato industriale di Stato per privatizzarlo.
È stato ministro delle Comunicazioni in Iraq, riuscendo in questa posizione a resistere alle pressioni di privatizzazione avanzate dall'occupante, riuscendo anche a svelare le trame di alcune manovre illecite, dietro le quali si celava l'opera del vice sottosegretario statunitense alla Difesa John A. Shaw, poi costretto a rassegnare le proprie dimissioni il 10 dicembre del 2004..
Fu eletto al Parlamento iracheno nel dicembre del 2005 e presiedette la commissione parlamentare per l'Economia, Investimenti e Ricostruzione. Fu rieletto nel 2010 come rappresentante della capitale Baghdad.

Nel 2013 fu Presidente della commissione Finanze, partecipando in maniera attiva alla non facile discussione riguardante il bilancio dello Stato per il 2013.